# Бакір Ахмад Азіз Аль-Джаф
Бакір Ахмад Азіз Аль-Джаф (2 серпня 1963) — іракський дипломат. Надзвичайний і Повноважний Посол Іраку в Україні (2016—2021).

## Життєпис
Здобув ступінь бакалавра англійської мови та літератури в Університеті Сулейманії (Ірак); Володіє мовами: курдська, арабська, англійська; фарсі та турецька (розмовний рівень).
До 2003 року активно співпрацював з Національними Силами Республіки Ірак; У 2000 році очолював спортивний клуб першої категорії «Ашті» в мухафазі Сулейманія;
23 вересня 2009 року призначений послом у Міністерстві закордонних справ Республіки Ірак;
У 2009—2016 рр. — очолював Департамент з прав людини, Департамент Африки і Департамент Азії та Австралії у МЗС Іраку;
У 2015 році — наказом Генерального секретаріату Ради Міністрів Республіки Ірак № 64 — призначений очільником Комісії з нагородження медалями та орденами;
Очолював низку делегацій Міністерства закордонних справ Республіки Ірак, на політичних конференціях в КНР, ПАР, Швейцарії, Лівані, Ефіопії, Туреччині, Єгипті, Ірані, Індії, Японії, Індонезії, Туркменістані, Киргизстані та ряду інших держав.
З вересня 2016 року — Надзвичайний та Повноважний Посол Республіки Ірак у Києві.
26 жовтня 2016 року — вручив вірчі грамоти Президенту України Петру Порошенку.